# Lydia Ko
Lydia Ko, född den 24 april 1997 i Seoul, Sydkorea, är en nyzeeländsk golfspelare.
Hon tog OS-silver i golf i samband med de olympiska golftävlingarna 2016 i Rio de Janeiro och brons vid OS i Tokyo 2021. Vid OS 2024 tog hon guld.